# Pepino de Landen
Pepino de Landen (em francês: Pépin), também conhecido como Pepino I ou  Pepino o Velho (585 — Landen, 27 de fevereiro de 640) foi um mordomo do palácio da Austrásia.

## Biografia
O registro mais antigo de Pepino está na Crônica de Fredegário, onde ele é citado como um dos magnatas austrasianos que em 613 solicitaram ao rei merovíngio Clotário II ajuda para depor Brunilda, que era a regente em nome do seu bisneto Sigeberto II. Clotário II deve tê-lo visto como homem de confiança, pois no Liber historiae Francorum Pepino aparece como tutor do seu filho Dagoberto. Em 624 é citado pela primeira vez como mordomo do palácio de Dagoberto, na época em que Clotário instalou o filho como o sub-rei da Austrásia.
Pouco depois que Dagoberto sucedeu seu pai na Frância, em 629, Pepino está em seu conselho como mordomo, cargo que manteve até 632, quando foi substituído pelo duque Adalgisel e retirou-se para seus domínios privados. Lá permaneceria até a morte de Dagoberto em 639, quando ressurge como mordomo de Sigeberto III, filho e sucessor na Austrásia do rei extinto. Neste período fez uma aliança com Cuneberto e foi encarregado de recuperar o tesouro real que estava em Compiègne. Faleceu pouco depois, em 640, sem ter conseguido afirmar plenamente sua autoridade como mordomo.
Foi casado com Ida de Metz e através de sua filha Begga foi um ancestral direto de Carlos Magno. Crônicas posteriores, escritas após a afirmação de sua família como realeza, começaram a rodear sua figura com uma aura de santidade. Já aparece como santo na Vida de Santa Gertrudes (sua filha), escrita no início do século XI, mais ou menos na mesma época em que é escrita uma Vida de São Pepino. Nunca foi canonizado oficialmente, mas é listado como santo em algumas antigas listas de mártires cristãos, comemorado em 21 de fevereiro.
Somente no século XIII, nas genealogias dos duques de Brabante, seu nome começa a ser associado a Landen, na Bélgica, como seu local de nascimento, que pode ter sido uma de suas possessões, ou ali pode ter sido enterrado, conforme narra a crônica de Stéphane Déméter. Desde então a associação se consagrou. A partir de seu nome é designada a sua família, os pipínidas, dos quais ele foi o primeiro ancestral a distinguir o nome.

## Casamentos e filhos
- Com Ida de Metz (◊ c. 592 † 652) teve os filhos:[1]

1. ♂ Grimoaldo I (◊ 616 † 662)
2. ♀ Santa Bega (◊ c. 615 † c. 694)
3. ♀ Santa Gertrudes de Nivelles (◊ 626 † 659)
4. ♂ São Bavão (◊ 589 † 654)